# Жансон, Анри
Анри́ Жюль Луи́ Жансо́н (фр. Henri Jules Louis Jeanson; 6 марта 1900, Париж, Франция — 6 ноября 1970, Экемовиль, Франция) — французский драматург, журналист, критик, сценарист и режиссёр.

## Биография
Начинал карьеру как актёр театра. Став журналистом («Канар аншене» и другие), а потом писателем, был приглашён в кинематограф в качестве сценариста. Первоначально работал во французском отделении киностудии «Парамаунт». К нему часто обращались как к мастеру диалога. Работал с режиссёрами Робертом Сиодмаком, Жюльеном Дювивье, Марселем Карне, Кристиан-Жаком и другими. В 1950 году снял свой единственный фильм «Леди Панама».
Член жюри 9-го Каннского кинофестиваля.
С 1967 года в браке с актрисой Клод Марси (фр. Claude Marcy, 1905—1996)

## Избранная фильмография

### Сценарист
- 1933 — Полуночный суд / Le jugement de minuit
- 1933 — Дама от «Максима» / La dame de chez Maxim's
- 1933 — Весёлый монарх / The Merry Monarch
- 1933 — Приключения короля Позоля / Les aventures du roi Pausole
- 1933 — Бах-миллионер / Bach millionnaire
- 1933 —  / Mariage à responsabilité limitée
- 1936 — Мистер Флоу / Mister Flow
- 1936 — Пепе ле Моко / Pépé le Moko
- 1937 — Белый груз / Cargaison blanche
- 1937 — Ложь Нины Петровны / Le mensonge de Nina Petrovna
- 1937 — Бальная записная книжка / Un carnet de bal
- 1937 — Короли спорта / Les rois du sport
- 1937 — Огненный поцелуй Неаполя / Naples au baiser de feu
- 1938 — Тюрьма без решёток / Prison sans barreaux
- 1938 — Княгиня Тараканова / La principessa Tarakanova
- 1938 — Патриот / Le patriote
- 1938 — Вход для артистов / Entrée des artistes
- 1938 — Драма в Шанхае / Le drame de Shanghaï (по роману Оскара-Поля Жильбера[фр.])
- 1938 — Северный отель / Hôtel du Nord (по роману Эжена Даби)
- 1942 — Фантастическая ночь / La nuit fantastique
- 1943 — Добродетельная Катрин / L'honorable Catherine (в титрах не указан)
- 1944 — Добрый вечер, дамы и господа / Bonsoir mesdames, bonsoir messieurs (в титрах не указан)
- 1944 — Приключение на углу улицы / L'aventure est au coin de la rue
- 1944 — Кармен / Carmen (в титрах не указан)
- 1944 — Безумная Флоранс / Florence est folle (в титрах не указан)
- 1945 — Фарандола / Farandole
- 1945 — Пышка / Boule de suif (по рассказу Ги де Мопассана)
- 1946 — Привидение / Un revenant
- 1947 — Копия верна / Copie conforme
- 1947 — Проклятые / Les maudits
- 1947 — Таверна Рыба в короне / La taverne du poisson couronné
- 1947 —  / Carré de valets (в титрах не указан)
- 1948 — Жизнь в розовом цвете / La vie en rose
- 1948 — Влюблённые наедине с миром / Les amoureux sont seuls au monde
- 1948 — Глазами памяти / Aux yeux du souvenir
- 1949 — Между 11 часами и полуночью / Entre onze heures et minuit (в титрах не указан)
- 1949 — В царстве небесном / Au royaume des cieux
- 1950 — Леди Панама / Lady Paname
- 1950 — Убийства / Meurtres
- 1950 — Легче верблюду пройти сквозь игольное ушко... / È più facile che un cammello...
- 1950 — Потерянные сувениры / Souvenirs perdus
- 1951 — Под небом Парижа / Sous le ciel de Paris
- 1951 —  / Identité judiciaire
- 1951 — Синяя борода / Barbe-Bleue
- 1951 — Дикий ребенок / Le garçon sauvage (по роману Эдуара Пейссона[фр.])
- 1952 — Фанфан-Тюльпан / Fanfan la Tulipe
- 1952 — Мужчина моей жизни / L'homme de ma vie
- 1952 — Минута истины / La minute de vérité
- 1952 — Праздник Генриетты / La fête à Henriette
- 1952 — Судьбы / Destinées
- 1954 — Мадам Дюбарри  / Madame du Barry
- 1955 — Весна, осень и любовь / Le printemps, l'automne et l'amour
- 1955 — Нана / Nana
- 1957 —  / Les étoiles ne meurent jamais
- 1957 — Чужие жёны / Pot Bouille (по роману Эмиля Золя)
- 1957 — Натали / Nathalie
- 1958 — Максима / Maxime
- 1959 — Мари-Октябрь / Marie-Octobre
- 1959 —  / Guinguette
- 1959 —  / Nathalie, agent secret
- 1959 — Корова и солдат / La vache et le prisonnier
- 1960 — Ночное дело / L'affaire d'une nuit
- 1960 — Пустырь / Terrain vague (по собственному рассказу)
- 1961 — Да здравствует Генрих IV, да здравствует любовь! / Vive Henri IV... vive l'amour!
- 1961 — Колодец трёх истин / Le puits aux trois vérités (по роману Жана-Жака Готье[фр.])
- 1961 — Агент поневоле / Diesmal muß es Kaviar sein
- 1961 — Мадам Сан-Жен / Madame Sans-Gêne
- 1962 — Преступление не выгодно / Le crime ne paie pas (с Жаком Сигюром и Пьером Бостом)
- 1962 — Дьявол и десять заповедей / Le diable et les 10 commandements
- 1963 — Меч и весы / Le glaive et la balance
- 1963 — Веские доказательства / Les Bonnes causes
- 1963 — Чёрный тюльпан / La tulipe noire (по роману Александра Дюма)
- 1964 — Париж, когда там жара / Paris - When It Sizzles (по собственному рассказу)
- 1964 — Пир хищников / Le repas des fauves
- 1965 — Мажордом / Le majordome
- 1965 — Нет икры для тётушки Ольги / Pas de caviar pour tante Olga
- 1966 — 1986 —  / Au théâtre ce soir (сериал)
- 1966 — Париж в августе / Paris au mois d'août
- 1966 — Святой выходит на след / Le Saint prend l'affût
- 1968 — Человек в бьюике / L'homme à la Buick
- 2008 — Мари-Октябрь / Marie-Octobre (ТВ)

### Режиссёр
- 1950 — Леди Панама / Lady Paname